# 加罗斯
加罗斯（法語：Garrosse，法語發音：[ɡaʁɔs]）是法国朗德省的一个旧市镇，属于蒙德马桑区。2019年，加罗斯与临近的3个市镇合并为新市镇新莫尔桑克斯。

## 地理
加罗斯（44°0'44"N, 0°55'40"W）面积26.68 平方千米，位于法国新阿基坦大区朗德省，该省份为法国西南部沿海省份，是法國本土面积第二大的省，北起吉倫特省，西临大西洋，南至大西洋比利牛斯省，东临热尔省，东北与洛特-加龍省接壤。
与加罗斯接壤的市镇（或旧市镇、城区）包括：莫尔桑克斯、里永德朗德、桑代尔、索尔费里诺。
加罗斯的时区为UTC+01:00、UTC+02:00（夏令时）。

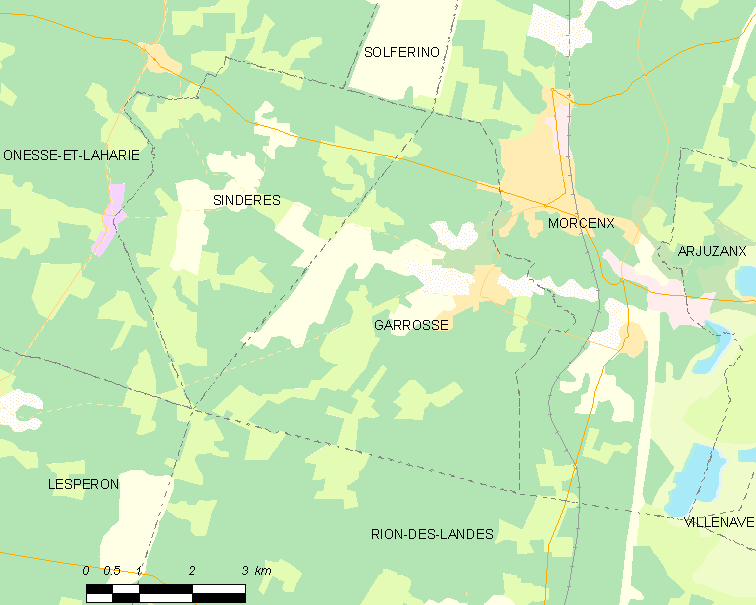
加罗斯的OSM定位图

## 行政
加罗斯的邮政编码为40110，INSEE市镇编码为40107。

## 政治
加罗斯所属的省级选区为莫尔桑克斯-塔尔塔斯地区县。

## 人口

1962-2008年间加罗斯人口变化图示

加罗斯于2018年1月1日时的人口数量为296人。